# Vilpion
Der Vilpion ist ein Fluss in Frankreich, der im Département Aisne in der Region Hauts-de-France verläuft. Er entspringt im nordöstlichen Gemeindegebiet von Plomion, entwässert generell in südwestlicher Richtung durch die Landschaft Thiérache und erreicht beim Ort Marle das Tal der Serre. Obwohl er sich hier bereits auf etwa 150 Meter seinem Mündungsfluss nähert und auch über einige künstliche Wasserwege mit ihm verbunden ist, verläuft er noch etwa acht Kilometer parallel und mündet erst nach insgesamt rund 43 Kilometern bei Dercy als rechter Nebenfluss in die Serre.

## Orte am Fluss
- Thenailles
- Vervins
- Gercy
- Saint-Gobert
- Marle
- Erlon
- Dercy